# 美國美式足球聯會南區
美國美式足球聯會南區是國家美式橄欖球聯盟美國美式足球聯會的一個分區，現有四隊，分別為：休斯敦德克薩斯人、印第安納波利斯小馬、傑克遜維爾美洲虎、田納西泰坦，該比賽區成立於2002年。
在2002年賽季之前，德克薩斯人並不存在，小馬隊屬於AFC東區，而泰坦隊和美洲虎隊則是AFC中區。